# Apocalyptic Love
Apocalyptic Love je druhé sólové album bývalého člena Guns N' Roses Slashe. Album vyšlo 22. května 2012.
Během turné ke svému prvnímu albu kytarista prohlásil, že už připravuje nové album. Práce na něm započaly v červnu 2011 a v prosinci byly nahrány první tři písně – "Halo," "Standing in the Sun," a "Bad Rain". Slash popsal nový materiál jako "velmi heavymetalový". Dokončeno bylo v únoru 2012 a vydáno má být v květnu téhož roku. První singl "You're a Lie" byl poprvé puštěn v rádiích 27. února. Seznam písní byl zveřejněn 5. března. Myles Kennedy (textař alba) řekl, že některé texty jsou o jeho zkušenostech s drogami.

## Seznam skladeb
Texty napsal Myles Kennedy a hudbu Kennedy se Slashem
| Pořadí | Název               | Délka |
| ------ | ------------------- | ----- |
| 1.     | Apocalyptic Love    | 4:28  |
| 2.     | One Last Thrill     | 3:09  |
| 3.     | Standing in the Sun | 4:03  |
| 4.     | You’re a Lie        | 3:48  |
| 5.     | No More Heroes      | 4:23  |
| 6.     | Halo                | 3:22  |
| 7.     | We Will Roam        | 4:49  |
| 8.     | Anastasia           | 6:07  |
| 9.     | Not for Me          | 5:21  |
| 10.    | Bad Rain            | 3:46  |
| 11.    | Hard & Fast         | 3:02  |
| 12.    | Far Far Away        | 5:14  |
| 13.    | Shots Fired         | 3:48  |

| Classic Rock Fanpack Exclusive | Classic Rock Fanpack Exclusive | Classic Rock Fanpack Exclusive |
| Pořadí                         | Název                          | Délka                          |
| ------------------------------ | ------------------------------ | ------------------------------ |
| 14.                            | Carolina                       | 3:17                           |
| 15.                            | Crazy Life                     | 3:40                           |

## Obsazení
- Slash – sólová kytara, akustická kytara, talkbox
- Myles Kennedy – zpěv, doprovodná kytara
- Todd Kerns – basová kytara, doprovodné vokály, screamy
- Brent Fitz – bicí